# Port St Johns
Port St Johns, voluit Port Saint Johns, maar vaak afgekort als PSJ, is een gemeente in de Zuid-Afrikaanse provincie Oost-Kaap
De gemeente ligt aan de Wildkust aan de Indische Oceaan aan de monding van de Umzimvubu (Nijlpaardrivier). Het is een voormalige havenplaats en nu een toeristisch centrum.
De gemeente, voluit Port Saint Johns Local Municipality, ligt in het district O.R. Tambo in de provincie Oost-Kaap en telt 156.136 inwoners.  In de gemeente wordt zandsteen en travertijn gewonnen voor bouwmateriaal.
De Regionale weg R61 verbindt Port St Johns met Mthatha (Umtata) in het westelijk binnenland en met Flagstaff in het noordelijk binnenland.
Er is ook een vliegveld.

## Hoofdplaatsen
Het nationaal instituut voor de statistiek, Stats SA, deelt sinds de census 2011 deze gemeente in in 221 zogenaamde hoofdplaatsen (main place):
Bangolosi • Bhakaleni • Bheleni • Bholani A • Bholani B • Bhuje • Bizana • Buchele • Bukuqweni Farma • Bungeni • Butho • Buthulo • Cabe • Chabaza • China • Ciyani • Cwebeni • Dakane • Dangwana • Dedeni • Diphini • Dlelengana • Dukulweni • Dumase • Dwera • Ediphini • Elusibeni • Emabheleni • Emachibini • Emadrayini • Emakhumsubeni • Emamfengwini • Emanaleni • Emanqondeni • Emasunguzaneni • Emazizini • Emdlankala • Emsindweni • Emvubini • Engweni • Enhlanjeni • Enkweza • Entsengeni • Enyosana • Esihlitho • Esijungqwini • Esikhulu • Esiphathe A • Esiphathe B • Esiqhumeni • Ethonsini • Etshiweni • Fatyini • Ferry Point • Gabelana • Galatyeni • Gangatha • Gcobana • Gemvale • Gimqi A • Ginqi B • Gogogo • Gogqozo • Gomolo • Gunuza • Hlavana • Ingoje • Isizilo • Jambeni • Jambeni A • Khohlo • Khwethu • Komane • Konxeni • Kugade • Kuxhaka • KwaCibadi • Kwagqweza • Kwajola • Kwamlaza • Kwandayini • Kwaphephu • KwaZulu • Kwilini • Lower Ntafufu • Lubende • Ludalasi • Ludumi • Lugasweni • Lujazo • Lunjacweni • Luphaphasi • Luphoko • Luqhoqhweni • Lutatweni • Luthengele • Luyengweni • Luzupho • Lwandlana • Mabulwini • Madakeni • Mafusini • Magcakeni • Magumbini • Mahlathini • Malongana • Mampube • Mancu • Mantusini • Manxiweni • Masameni A • Masemeni B • Mathana • Mathseru • Matshadala • Mawosha • Maxuxubeni • Mbabalani • Mbambeni • Mbenengeni • Mbokazi • Mboleni • Mboziseni • Mcwabansasa • Mcwesha • Mduve • Mevana • Mfadaleni • Mfundeni • Mgceni • Mgugwa • Mgugwana • Mhlonishwa • Mhlotsheni • Mkhanzini • Mkhumbeni • Mkhuzaza • Mngazana • Mnkutayi • Mnqezu • Mphakathini • Mphangane • Mpophomeni • Mposa • Mpotshosho • Mruleni • Mthinde • Mtshekelweni • Mtsila • Mtyolweni • Mvelelo • Mvume • Mzintlava • Ncimbini • Ndavindavi • Ndayini • Ndingindawo • Ndluzula • Ndwalana • Ngcande • Ngcose • Ngcoya • Ngcukuse • Ngqontisini • Njela • Njiveni • Nkonkoni • Nocozi • Noduka • Nonjonjo • Noqhewukana • Nqutyana • Ntambula • Ntendokwana • Ntile • Ntlenga • Ntshamatha • Ntsimbini A • Ntsimbini B • Ntsonyini • Nyakani • Nyazi • Nykeni • Nyosana • Nzondeni • Phahlakazi • Port St Johns • Port St Johns NU • Qambatha • Qhaka • Qhoboshendlini • Qukuswayo • Rhela • Rhephu • Selekhulu • Selwane • Sicambeni • Sihlanjeni • Sijungqwini • Sijuqwini • Sinqa Sedonki • Siphunzana • Siphusiphu • Siqhozameni • Somnqobo • Stshayelo • Sunrise • Swazini • Thafeni • Thambana • Thekwini • Tombo • Tshakude • Tsheni • Tshitshane • Tshusha • Tsweleni • Vithini • Vukandlule • Xovula • Ziphondo.